# Ctenocolum aquilus
Ctenocolum aquilus is een keversoort uit de familie bladkevers (Chrysomelidae). De wetenschappelijke naam van de soort werd in 1974 gepubliceerd door Albuquerque en Ribeiro-Costa.